# Arbre à palabres (Bonambappe)
L'arbre à palabres est une sculpture pyramidale permanente située à Douala au Cameroun. Réalisée par l'architecte plasticien Frédéric Keiff en 2007, elle se présente comme un arbre dont le tronc et les branches sont en barres d'armature peintes, tandis que les feuilles sont en morceaux de verre et de plastique colorés.

## L'œuvre
L'Arbre à palabres de Frédéric Keiff (plasticien français) est un arbre à palabres dont le tronc et les branches sont faits de fers à béton peints, tandis que les feuilles sont faites de morceaux de verre colorés. L'ouvrage atteint plus de 5 mètres de hauteur avec une circonférence (canopée) de 7 mètres. Il est doté de larges planches de bois incorporées au tronc, servant de bancs. Il est installé dans une aire de passage.
Initialement conçu pour remplacer l'ancien arbre à palabres de Douala, un énorme baobab situé dans le quartier de Bonabéri, tombé en 1993, le projet a dû être revu dans son processus d'installation à cause de la signification symbolique de l'installation.
Traditionnellement, autour de l'arbre à palabres, le chef du village et les membres du conseil (= les notables) se réunissent assis pour prendre les décisions politiques et sociales les plus importantes concernant la communauté, c'est ici que les valeurs de la tradition étaient oralement transmises à travers les générations.
Cette œuvre a fait l'objet d'une longue discussion entre le chef du village et les notables, qui ont finalement décidé d'interdire à un artiste étranger de placer son œuvre à côté de la souche de l'ancien arbre à palabres. Cependant, il était important que l'installation de Keiff soit placée dans un espace public, facilement accessible aux habitants afin de garantir que l'arbre à palabres contemporain continue à tenir sa fonction symbolique de place de réunion, de discussion et de point de partage. Le chef supérieur de Douala, le prince René Douala Manga Bell, séduit par le projet, a offert comme emplacement une de ses propriétés à Bonanjo pour installer l'Arbre à palabres qui a été inauguré pour le Salon Urbain de Douala, SUD 2007, puis officiellement donné à la ville de Douala.
Le parc où l'Arbre à palabres est situé appartient à la famille Bell, même si l'installation elle-même est dans le domaine public. Cette zone est entourée de trois monuments historiques de Douala : au nord, le Monument funéraire des rois Bell, où est enterré aujourd'hui le même René Douala Manga Bell ; au sud, l'Espace doual’art (agence de financement du projet) à partir de laquelle on peut voir clairement le palais des rois Bell, communément appelé "La Pagode", construit en 1905 par les colonisateurs allemands pour le roi Auguste Manga Ndoumbe ; et, enfin, à l'ouest, le Palais de justice.
L'arbre fut restauré en 2013, via une campagne de crowdfunding.